# 화학주성
화학주성(化學走性), 또는 화학쏠림성, 화학물질쏠림성, 주화성(走化性, chemotaxis)은 화학 자극에 반응하는 생물 또는 물체의 움직임이다. 체세포, 세균, 기타 단세포 또는 다세포 생물은 자신들의 환경에서 특정 화학물질에 따라 움직임을 지향한다. 이것은 세균이 농도가 가장 높은 음식 분자를 향해 헤엄쳐서 음식(예: 글루코스)을 찾기 위해, 또는 독(예: 페놀)으로부터 도망하는데 중요하다. 다세포 생물의 경우 화학주성은 초기 발달(예: 수정 기간 중 난자를 향한 정자의 움직임), 차기 발달 단계(예: 뉴런이나 림프구의 이행), 정상적 기능과 건강(예: 상해 또는 감염 시 백혈구의 이동)에 중요하다. 게다가 동물의 화학주성이 암 전이 중 전복되는 것을 허용하는 것으로 인식되고 있다. 백혈구와 림프구의 일탈적 화학주성 또한 아테롬성 동맥 경화증, 천식, 관절염 등의 염증에도 기여한다. 효모 접합을 통해 생성되는 양극성 패치(polarity patch) 등 세포 이하의 요소들은 화학주성 행동을 보여줄 수도 있다.

## 같이 보기
- 굴성